# Stishovite
La stishovite est une espèce minérale du groupe des silicates, sous groupe des tectosilicates. C'est un polymorphe tétragonal de la silice de formule chimique SiO2, à groupe d'espace P42/mnm, ayant la structure cristalline du rutile TiO2.

## Découverte, étymologie et topotype
La stishovite a d'abord été synthétisée en 1961 par Sergey M. Stishov (ru), un physicien des hautes pressions russe.
Elle a ensuite été découverte à l'état naturel — ce qui lui conférait le statut de minéral — par Edward C. T. Chao (en) en 1962, dans le cratère d'impact Meteor Crater (Arizona, États-Unis), et nommée en hommage à Sergey M. Stishov.

## Gîtologie
Depuis sa découverte dans le Meteor Crater, la présence de stishovite dans des roches terrestres est considérée comme une preuve d'impact météoritique quand des cratères d'origine inconnue sont examinés. La stishovite découverte dans les années 2000-2011 dans des échantillons de météorites d'origine astéroïdale (chondrites et sidérites) ou planétaire (martienne et lunaire) est de même interprétée comme due à des chocs subis quand ces roches étaient encore dans leur corps parent. En 2015 un grain de stishovite a été identifié dans l'un des échantillons ramenés par la mission Apollo 15.
Bien que théorisé depuis longtemps, ce n'est qu'en 2007 que deux études distinctes ont prouvé l'existence de stishovite dans le manteau terrestre profond (plus de 350 km, ce qui correspond à une pression de plus de 9 GPa), dans des diamants et dans des gneiss.

## Cristallographie, cristallochimie
La stishovite cristallise dans le groupe d'espace quadratique P42/mnm (Z = 2).
- Paramètres de la maille conventionnelle : {\displaystyle a} = 4,179 Å, {\displaystyle c} = 2,664 9 Å ; V = 46,54 Å3
- Densité calculée = 4,29 g cm−3

L'unité structurale de base de stishovite est un octaèdre SiO6. C'est un arrangement beaucoup plus compact que le tétraèdre SiO4 des autres polymorphes de la silice. En raison de cette compacité, la stishovite est le polymorphe le plus dense de la silice (densité 4,29 g cm−3 contre 2,65 g cm−3 pour le quartz) et possède l'indice de réfraction le plus élevé (1,81 contre 1,55 pour le quartz).
La stishovite est fréquemment classée avec les oxydes au lieu des silicates, car sa structure cristalline est identique à celle d'autres minéraux oxydés. 
La stishovite est métastable aux pressions ambiantes ; toutefois, sa transformation en quartz est de type reconstructif et donc très lente, prenant des milliers d'années pour se produire.

### Groupe du rutile
La stishovite appartient au groupe du rutile, qui rassemble des espèces dont la formule générique est M4+O2. Toutes cristallisent dans le système tétragonal, de classe ditétragonale dipyramidale et de groupe d'espace P42/mnm.
Toutes présentent un habitus similaire allongé sur {001} et strié, avec des macles sur {101} et {301}. Les cristaux bien formés sont très rares car la stishovite se forme rapidement à très hautes pressions, sans avoir le temps de développer des formes typiques.
| Minéral       | Formule      | Groupe ponctuel | Groupe d'espace |
| ------------- | ------------ | --------------- | --------------- |
| Argutite      | GeO2         | 4/mmm           | P42/mnm         |
| Cassitérite   | SnO2         | 4/mmm           | P42/mnm         |
| Ilménorutile  | (Ti,Nb,Fe)O2 | 4/mmm           | P42/mnm         |
| Strüverite    | (Ti,Ta,Fe)O2 | 4/mmm           | P42/mnm         |
| Paratellurite | TeO2         | 4/mmm           | P42/mnm         |
| Pyrolusite    | MnO2         | 4/mmm           | P42/mnm         |
| Plattnérite   | PbO2         | 4/mmm           | P42/mnm         |
| Rutile        | TiO2         | 4/mmm           | P42/mnm         |
| Stishovite    | SiO2         | 4/mmm           | P42/mnm         |